# ناویا تاکاهاشی
ناویا تاکاهاشی (انگلیسی: Naoya Takahashi؛ زادهٔ ۲۸ مهٔ ۲۰۰۱) بازیکن فوتبال است.
از باشگاه‌هایی که در آن بازی کرده‌است می‌توان به باشگاه فوتبال گامبا اوساکا اشاره کرد.